# Mittlere Hintereisspitze
Die Mittlere Hintereisspitze ist ein 3450 m hoher Gipfel in den Ötztaler Alpen. Sie befindet sich im Weißkamm zwischen der Vorderen (3437 m) und der Hinteren Hintereisspitze (3485 m) und erhebt sich mit diesen etwa 100 m über den südöstlichen Gepatschferner. Die Mittlere Hintereisspitze befindet sich genau auf der Grenze zwischen den Tiroler Gemeinden Kaunertal und Sölden in Österreich.
Die erste bekannte Besteigung der Mittleren Hintereisspitze datiert auf den 28. Juli 1875, als Theodor Petersen und Alois Ennemoser den Gipfel erreichten. Die nächstgelegenen Stützpunkte für Bergsteiger sind das nahe Brandenburger Haus im Norden und die Weißkugelhütte im Westen. Erreicht wird sie häufig im Zuge einer Überschreitung aller drei Hintereisspitzen.

## Lage
| \| \| |
|       |

 
 
 
 
 
 
 
 

Lage der Mittleren Hintereisspitze in den 
 Ötztaler Alpen (links) und gesamten Alpen (rechts).